# Planeta gelat

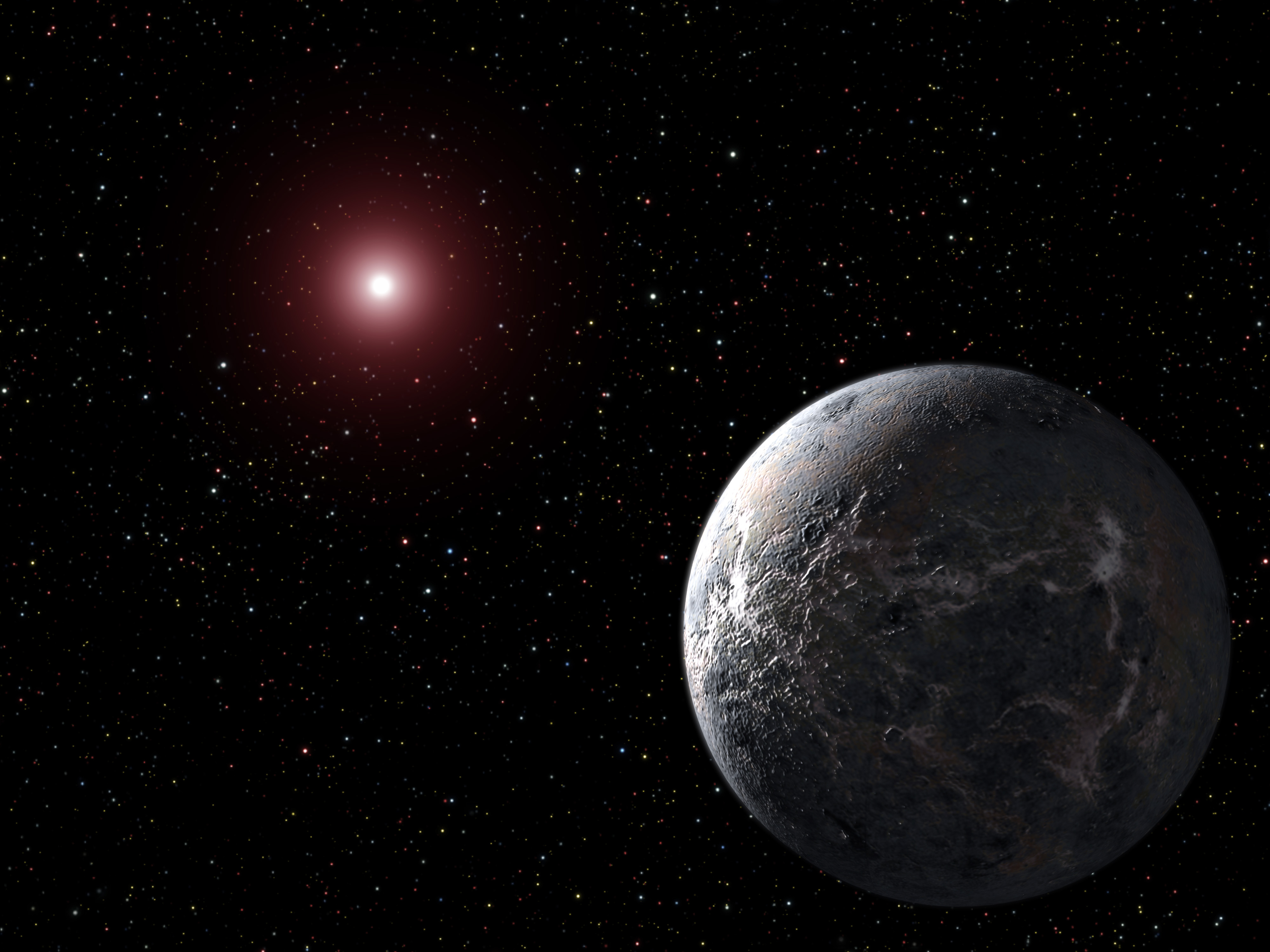
OGLE-2005-BLG-390Lb és un planeta gelat

Un planeta gelat és un tipus de planeta la superfície del qual es troba gelada. Els planetes gelats consten de criosferes globals. Aquests planetes són versions grans d'algunes de les llunes del sistema solar com Europa, Encèlad, i Tritó; o com alguns dels planetes nans com Plutó i Eris, i molts altres cossos gelats del nostre Sistema Solar.

## Característiques i habitabilitat
Els planetes gelats solen presentar-se gairebé blancs amb una albedo de més de 0,9. La superfície d'un planeta de gel pot estar composta per aigua, metà, amoníac, diòxid de carboni (conegut com a "gel sec"), monòxid de carboni, o altres compostos volàtils, depenent de la temperatura superficial del planeta. Els planetes gelats tindrien temperatures superficials per sota de 260 K si estan composts de principalment d'aigua, per sota de 180 K si principalment composta de CO₂ i amoníac, i per sota de 80 K si compon principalment de metà.
Els planetes gelats són generalment hostils a la vida com la coneixem, perquè són molt freds, almenys en la seva superfície. Molts planetes gelats poden tenir oceans sota la capa de gel, escalfades pels seus nuclis o per les forces de marea d'un altre cos proper, concretament gegants gasosos. L'aigua subglaciar en estat líquid proporcionaria condicions d'habitabilitat, incloent peixos, plàncton i microorganismes. Plantes i microorganismes del subsòl que no realitzin la fotosíntesi perquè la llum solar és bloquejada pel gel que recobreix el planeta, sinó que produirien nutrients que utilitzen productes químics específics anomenats quimiosíntesis.

## Plutó i candidats
Encara que hi ha molts objectes gelats en el sistema solar, no hi ha planetes gelats, com a tal, coneguts (encara que els plutins podrien considerar-se planetes gelats, solament que dins de la categoria de planetes nans). Hi ha diversos candidats a planetes extrasolars gelats, com OGLE-2005-BLG-390Lb, o Gliese 667 Cd i MOA-2007-BLG-192-L b.

## En la ficció
Els planetes gelats han ocupat un lloc destacat en la ciència-ficció, com Hoth, un planeta de gel que apareix en Star Wars Episodi V: L'Imperi Contraataca.